# Iglesia de la Virgen de la Guía (Llanes)
La capilla de la Virgen de la Guía es un templo religioso de culto católico bajo la advocación mariana de la Virgen de la Guía en la localidad de Llanes, en la comunidad autónoma de Asturias, en España. El 15 de octubre de 2016, la imagen de la Virgen de Guía, fue Coronada Canónicamente por el Arzobispo de Oviedo, Jesús Sanz Montes, en una ceremonia oficiada en la Basílica de Santa María de Asunción de Llanes, así la Virgen de Guía se convirtió en la cuarta imagen de la Virgen Coronada Canónicamente en el Principado de Asturias.

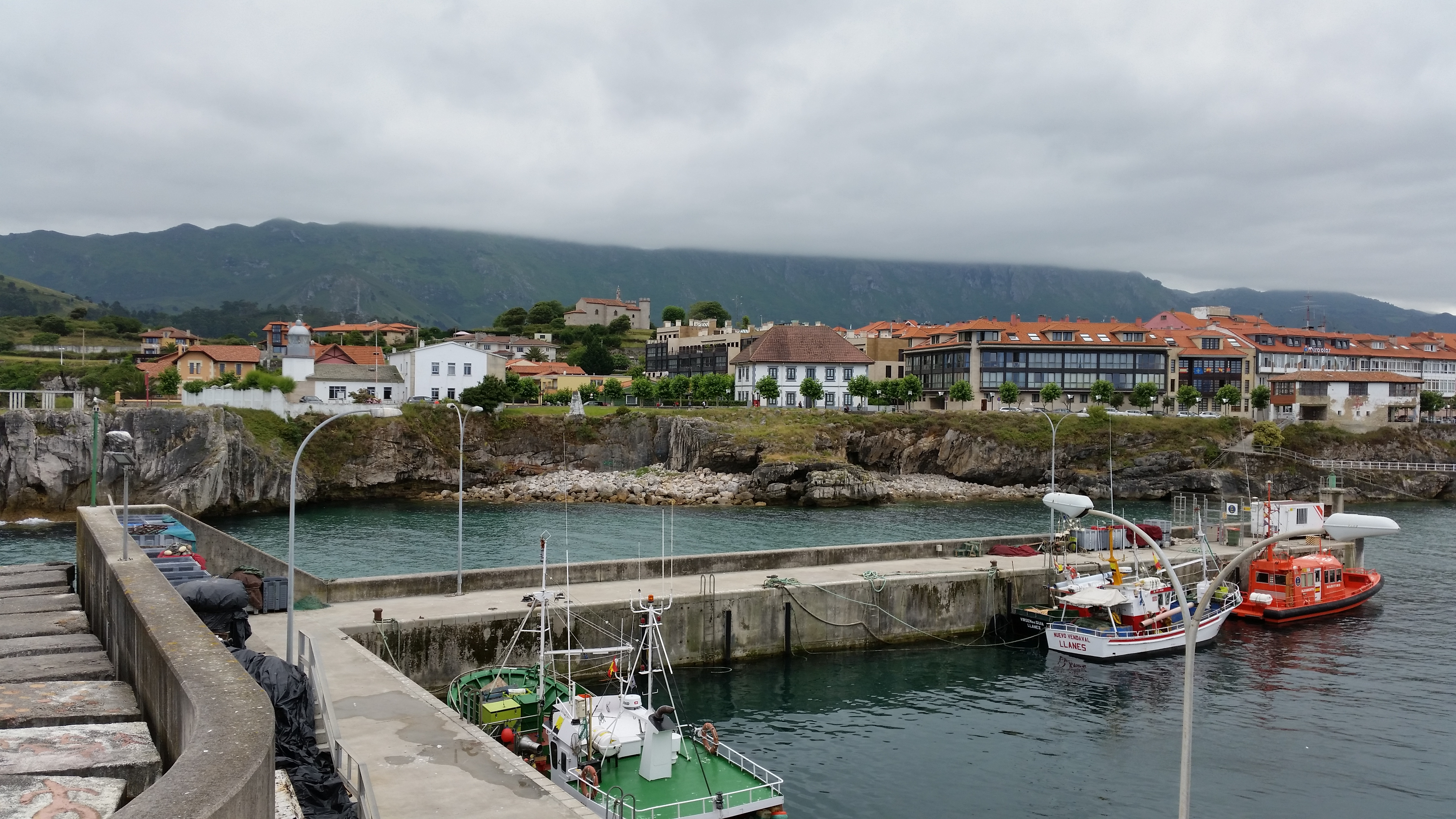
Llanes, con la Iglesia de la Virgen de la Guía en lo alto de la colina

## Leyenda de fundación
Según cuenta la leyenda popular la fiesta se inicia cuando una embarcación pesquera que estaba faenando se ve sorprendida por una galerna. La situación en la embarcación se va haciendo más difícil y los marineros se encomiendan a la Virgen para que les dé protección. Una vez pedida la protección divisaron un objeto que flotaba en el mar y decidieron atarlo a la barca, una vez ocurrido esto se les apareció una paloma que les condujo a tierra firme. En tierra firme abrieron la caja, descubriendo la imagen de la Virgen.
La imagen fue depositada en la capilla de San Antón pero la imagen apareció en otro lugar, los marineros volvieron a acercarla a la capilla de San Antón, pero vuelve a desaparecer volviendo al mismo sitio ocurriendo lo mismo en tres ocasiones, el mismo lugar por el que la paloma había desaparecido tras llevar a los marineros a tierra. Tras este suceso, se toma como voluntad de la Virgen el que se erija su ermita en este lugar, conocido desde entonces como campo de La Guía.

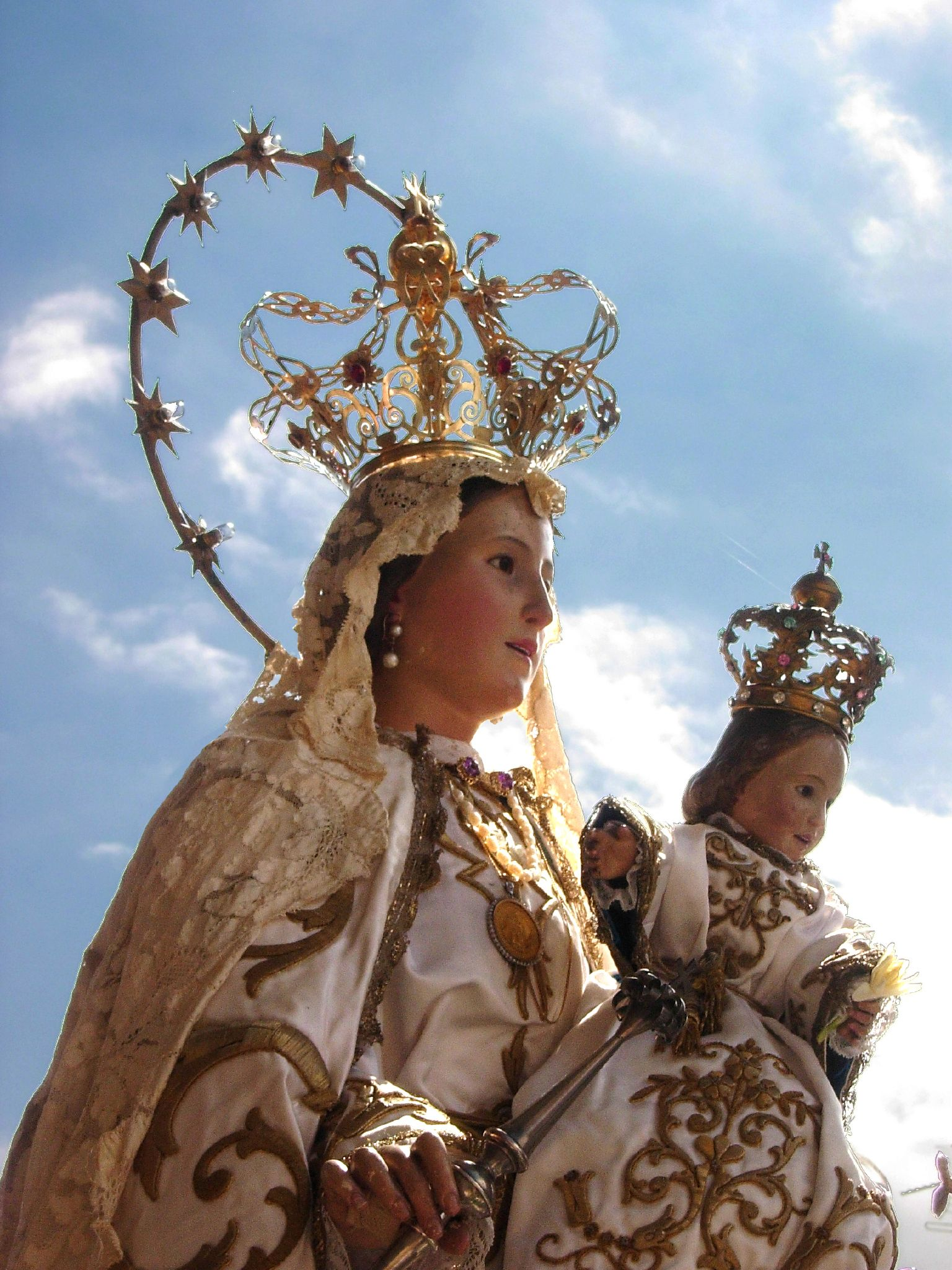
Virgen de La Guía
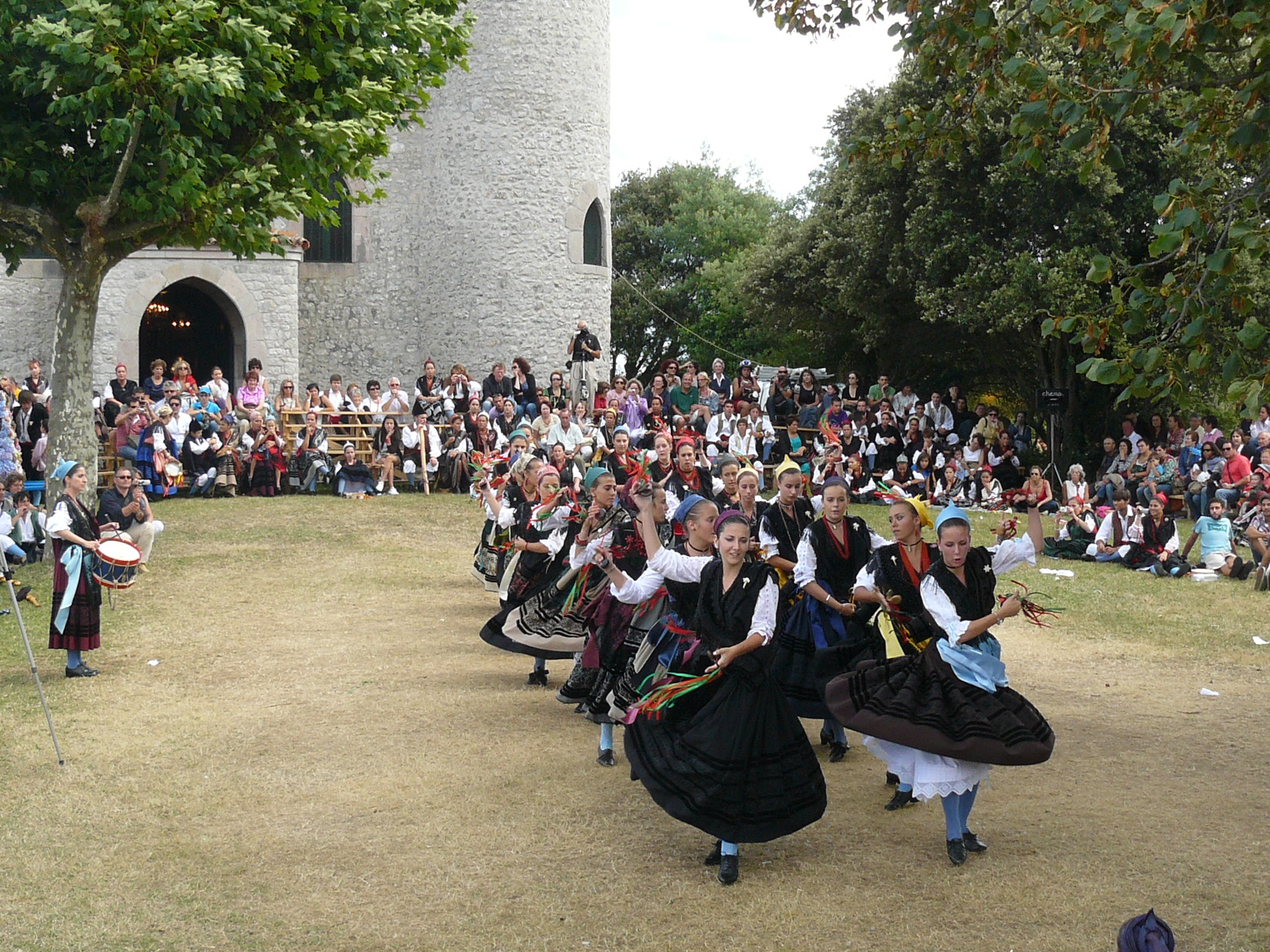
Fiestas de la Virgen de La Guía

## Edificio
La capilla está datada en el siglo XVI. Fue el 2 de septiembre de 1515 cuando Fernando León Salas le pide la fundación de la capilla al obispo de Oviedo, Diego de Muros.
La capilla se reformó en diferentes ocasiones